# Schlafende Knospe

Blattachsel (engl. Axil)

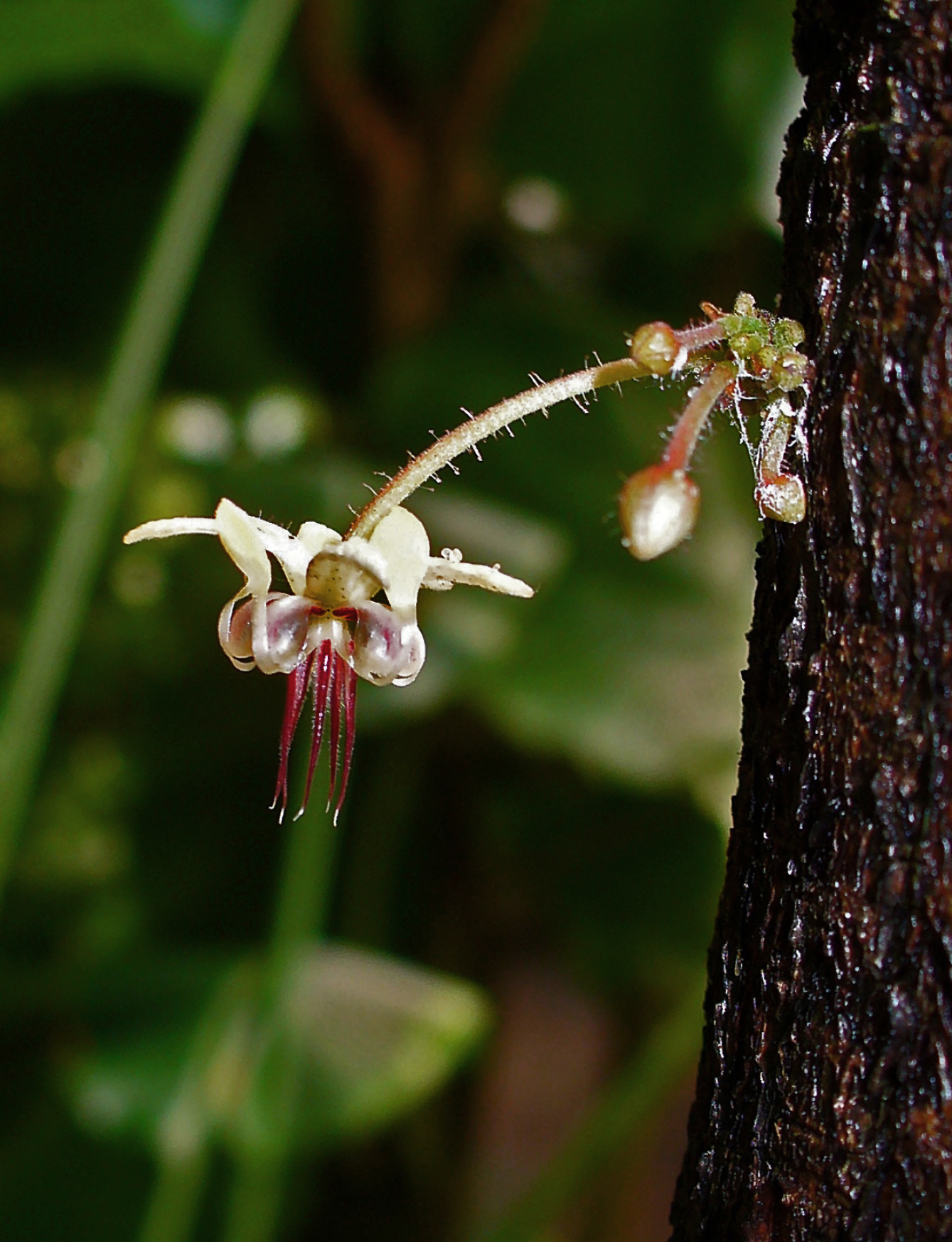
Austrieb einer Blüte aus einer schlafenden Knospe eines Kakaobaumes

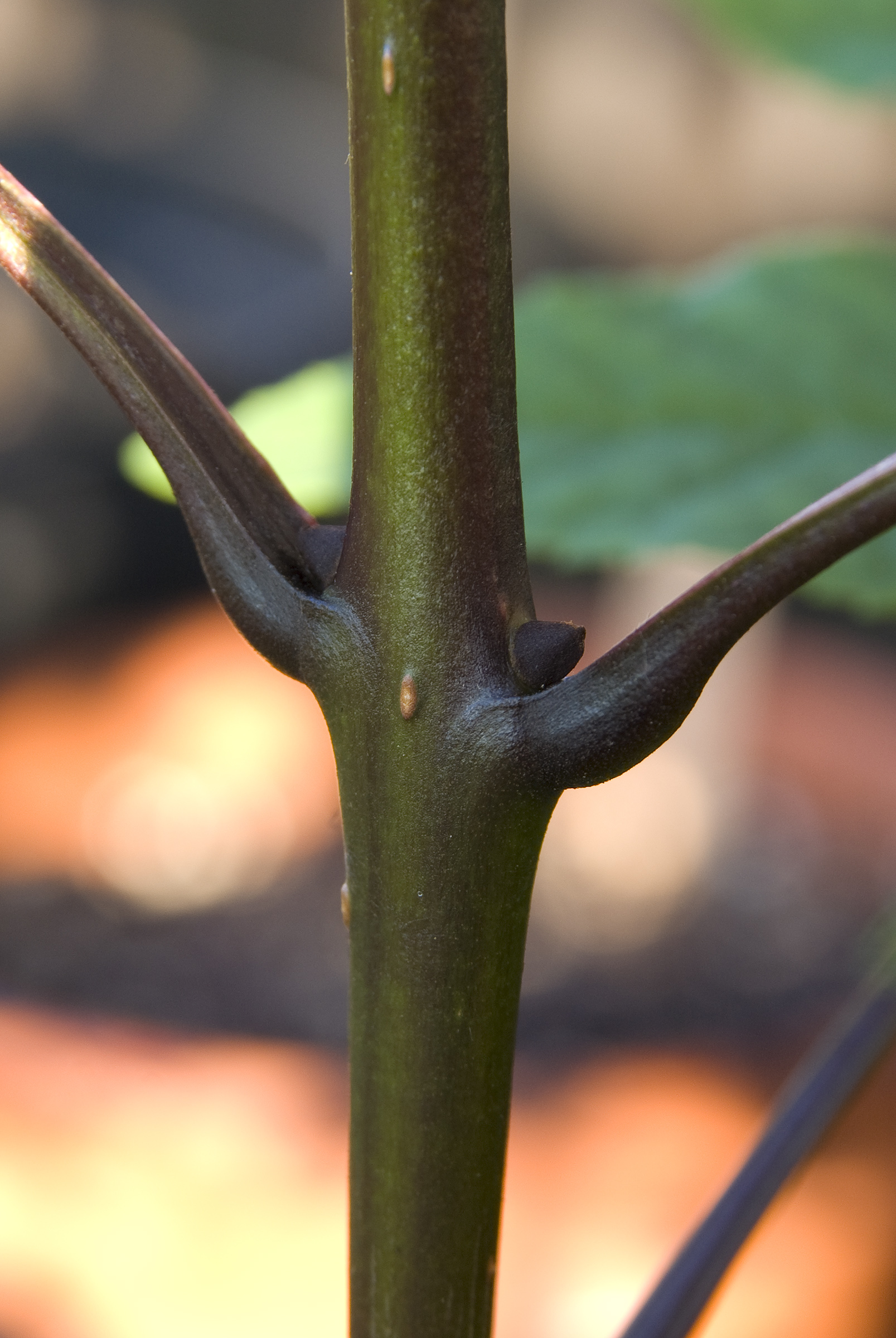
Blattknoten bei einer jungen Esche, mit Achselknospe

Schlafende Knospen oder Schlafende Augen, in der Botanik als Proventivknospe (von proventiv = hervorkommend) bezeichnet, entstehen bereits im jungen Stadium der betreffenden Stelle, z. B. Ast oder Stamm, einer Pflanze. Sie sitzen unter der Rinde und sind kaum oder nicht erkennbar. Dort können sie Jahre und sogar Jahrzehnte lebensfähig bleiben. Ihre Aufgabe liegt einzig und allein in der Wiederherstellung verlorener Organe (Äste, Zweige oder auch des kompletten Stammes). Ein Wachstum kann durch Abschneiden großer Teile der Pflanzenmasse angeregt werden.

## Anlage von schlafenden Knospen
Gleichzeitig mit einer Knospe, aus der sich ein Blatt entwickelt, entstehen immer ein oder mehrere Nebenknospen. Diese Knospen stoppen ihre Entwicklung und verhalten in einer Starre oder Dormanz, bis eine Situation eintritt, die einen Austrieb dieser bisher schlafenden Knospe notwendig macht. Typischerweise bilden sich diese Knospen in der Blattachsel, also dem Winkel, den Blattoberseite (bzw. Blattstieloberseite) und Sprossachse einschließen. Aus diesen Knospen können vegetative Seitentriebe (Achseltriebe) oder Blüten bzw. Blütenstände („achselständig“) hervorgehen.

## Lokalisierung schlafender Augen
Nach dem Abwurf des Blattes und einem weiteren Dickenwachstum der Sprossachse über mehrere Jahre ist der Blattknoten, also die ehemalige Achsel und die dort liegende Knospe, nicht mehr ohne weiteres erkennbar, und die an dieser Stelle entstehenden Seitentriebe scheinen direkt aus einer beliebigen Stelle der Rinde zu entspringen.
Siehe auch: Adventivbildung, Stockausschlag, Erneuerungsknospe